# Innozenz VII.

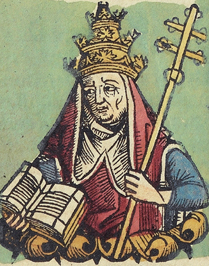
Innozenz VII. (Abbildung in der Schedelschen Weltchronik, 1493)

Innozenz VII. (* 1336 in Sulmona; † 6. November 1406 in Rom) hieß ursprünglich Cosimo de’ Migliorati und war von 1404 bis 1406 Papst der römisch-katholischen Kirche.

## Leben

Wappen Papst Innozenz VII. (modernes Schema)

Er wurde im Jahr 1387 Erzbischof von Ravenna und 1389 Bischof von Bologna und noch im selben Jahr Kardinal (Titelkirche: Santa Croce in Gerusalemme). 
Am 17. Oktober 1404 wurde er zum Papst gewählt. Dass sich nach der Rückkehr der Päpste aus Avignon das politische Gewicht nach Neapel verlagert hatte, zeigte sich darin, dass Innozenz wie auch seine beiden Vorgänger neapolitanischer Herkunft war. Auch Innozenz gelang es nicht, das Schisma zu beenden. Gegenpapst Benedikt XIII. war ihm intellektuell weit überlegen. Innozenz interessierte sich nur für die Wissenschaften. Deshalb holte er auch die ersten Humanisten in seine Dienste. Als in Rom wieder das Chaos herrschte, rief das römische Adelsgeschlecht der Colonna Ladislaus von Neapel um Hilfe, um die Revolten zu beenden. Am 19. Oktober 1404 zog Ladislaus mit seinen Truppen in Rom ein. Doch dem Begabtesten des Hauses Anjou war der Papst völlig gleichgültig. Ihm ging es nur um die Erweiterung seiner Macht. Als dann der hilflose Papst von den Römern bedrängt wurde und einer seiner Nepoten elf städtische Abgeordnete ermordet hatte, musste Innozenz am 6. August 1405 nach Viterbo fliehen und konnte erst am 13. März 1406 zurückkehren. Am 6. November desselben Jahres starb er.

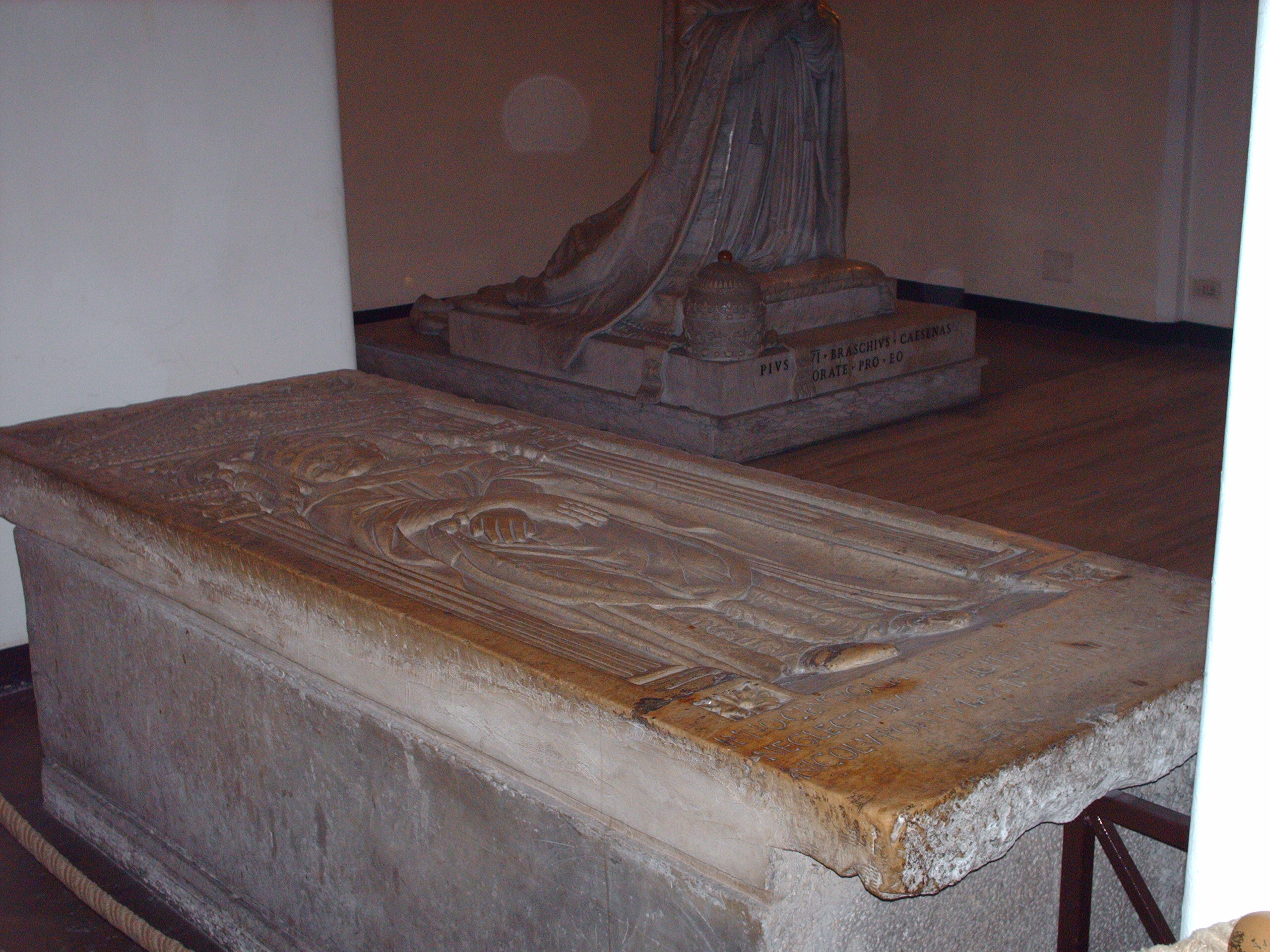
Sarkophag in St. Peter

Für die Befriedung der kirchlichen Auseinandersetzungen war er völlig ungeeignet. Eine gewisse  Bedeutung hat er insofern erlangt, als er, der der Wissenschaft gegenüber als überaus aufgeschlossen galt, an der Universität Rom einen Lehrstuhl für die griechische Sprache schuf.
Er wurde im Petersdom beigesetzt.